# Bourj Hammoud

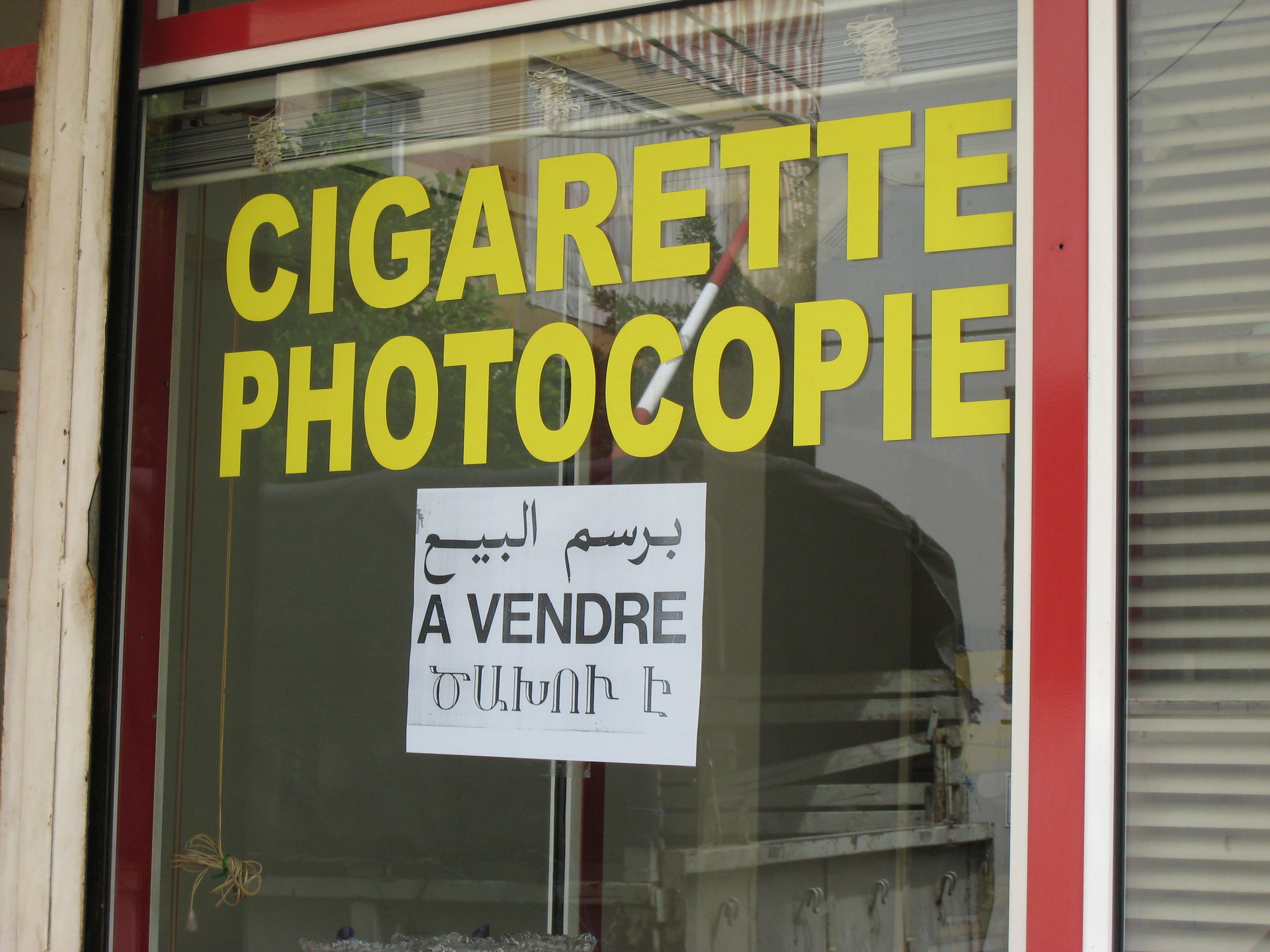
Inscription multilingue dans un souk de Bourj Hammoud.

Bourj Hammoud (ou Burj Hammoud) (en arabe : برج حموﺪ, en arménien : Պուրճ Համուտ) est sur le plan administratif une ville du Caza du Metn ; mais en pratique Bourj Hammoud est un quartier de Beyrouth, considéré comme le fief de la communauté arménienne du Liban. Il abrite de nombreux souks, des écoles, des mosquées, des églises ainsi qu'une université. Le quartier compte environ 150 000 habitants.
Ce quartier majoritairement arménien et palestinien a beaucoup souffert de la guerre menée par Israël contre le Liban en 2006. L'OLP était très présente dans cette zone et aujourd'hui le quartier se reconstruit.

## Histoire

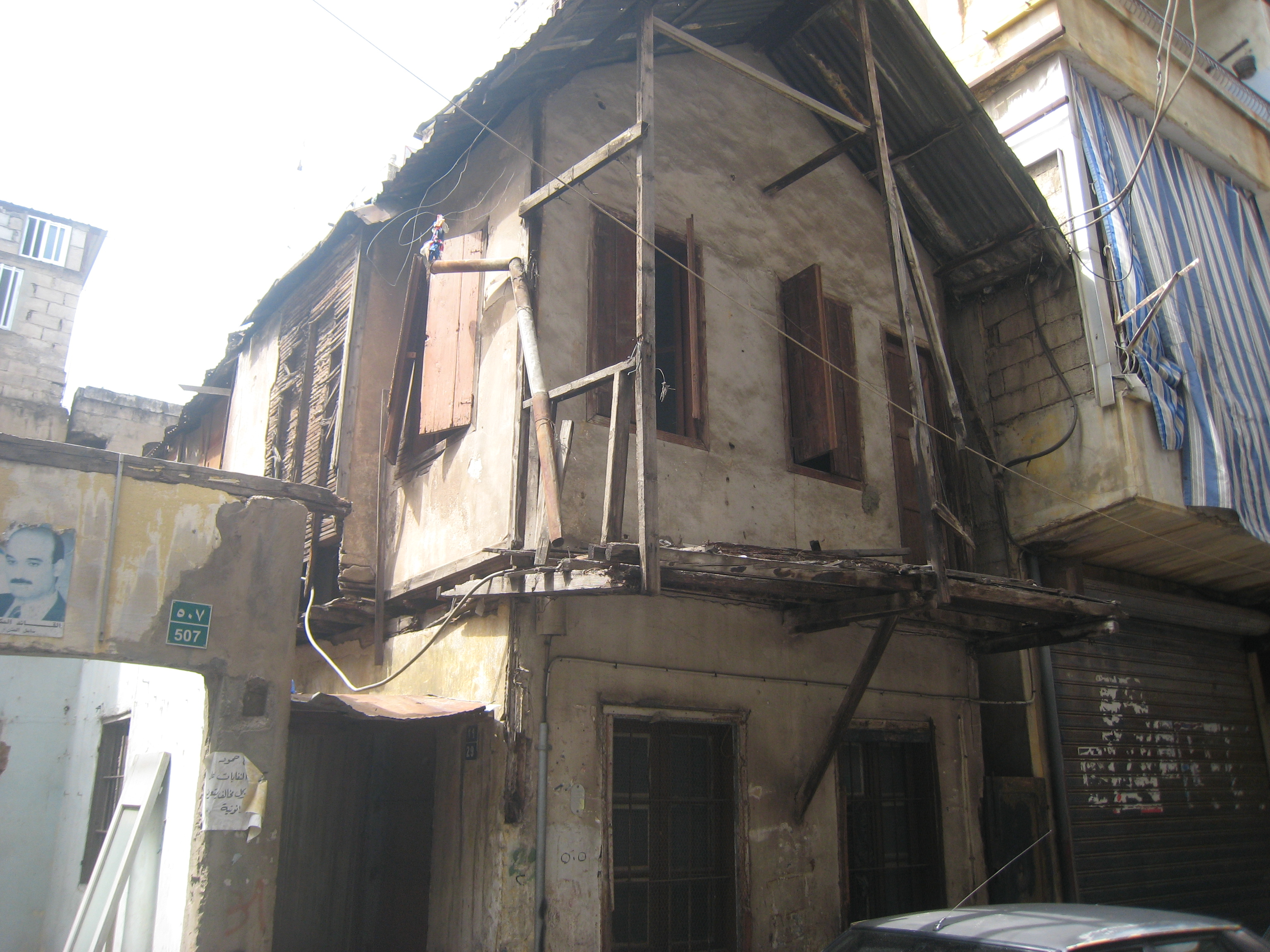
Une des dernières maisons de bois de Bourj Hammoud.

Bourj Hammoud a été fondée par des survivants du génocide des Arméniens de 1915. Lorsque des Arméniens ayant survécu à la marche de la mort dans Deir ez-Zor (Syrie) sont arrivés à Beyrouth après l'effondrement de l'Empire ottoman, ils eurent le droit de construire des cabanes dans le nord-est de la ville, dans ce qui n'était alors qu'un marais. Petit à petit, les cabanes ont été remplacées par les maisons et les bâtiments actuels.
En 1952, Bourj Hammoud est devenue une municipalité indépendante.
À ses débuts, Bourj Hammoud a fait l'objet d'une rivalité entre deux partis politiques arméniens, la Fédération révolutionnaire arménienne et le Parti social-démocrate Hentchak, qui s'affrontèrent pour contrôler les bidonvilles nouvellement créés. Altercations et assassinats ont endeuillé alors la communauté arménienne du Liban. Le paroxysme fut atteint au cours de la crise de 1958, quand les deux partis et leurs partisans se focalisèrent sur des querelles religieuses. Cependant, au milieu des luttes de factions dans la fin des années 1960 et début des années 1970, la communauté arménienne du Liban a commencé à resserrer les rangs, et en 1972, le Parti Hunchakian s'est rapproché des Dachnaks.
Lors de la guerre civile libanaise les Arméniens ont ressenti le besoin de rester proches les uns aux autres et se sont concentrés à Bourj Hammoud. Bien que de nombreux jeunes Arméniens aient pris les armes, la Fédération révolutionnaire arménienne, le parti politique arménien qui représente la plupart des Arméniens de la diaspora, a essayé de rester neutre. En raison de cette politique de neutralité, des groupes de miliciens maronites ont mis les habitants de Bourj Hammoud sous forte pression, allant jusqu'à attaquer le quartier.
En 1987, la montagne de Bourj Hammoud est au centre d'un important trafic de déchets toxiques entre des entreprises italiennes et libanaises, avec la complicité des Forces libanaises. Un rapport de l'organisation Greenpeace précise que « 15 800 barils de différentes tailles et 20 conteneurs de déchets toxiques ont été exportés illégalement d'Italie au Liban. Des hommes armés appartenant aux Forces libanaises ont dissimulé l'opération, soudoyés avec une partie de la somme payée par une société italienne à des entreprises libanaises ». En 1988, la baignade est interdite au Liban tant les eaux sont contaminées par ce trafic.
Lors du conflit de 2006 entre Israël et le Liban, des réfugiés ont été accueillis dans les églises, des écoles et autres bâtiments de Bourj Hammound. Des manifestations ont été organisées contre la participation de troupes turques à la FINUL.
Depuis 2015, le quartier abrite une immense décharge, qui devrait cependant arriver à saturation à la fin de l'été 2019. L'odeur des déchets qui s'accumulent peut être ressentie parfois jusque dans d'autres quartiers et incommode fortement la population. En 2018, des chercheurs ont mesuré le taux de sulfure d'hydrogène dans le quartier de Bourj Hammoud, qui a atteint un niveau beaucoup plus élevé qu'attendu.

## Galerie

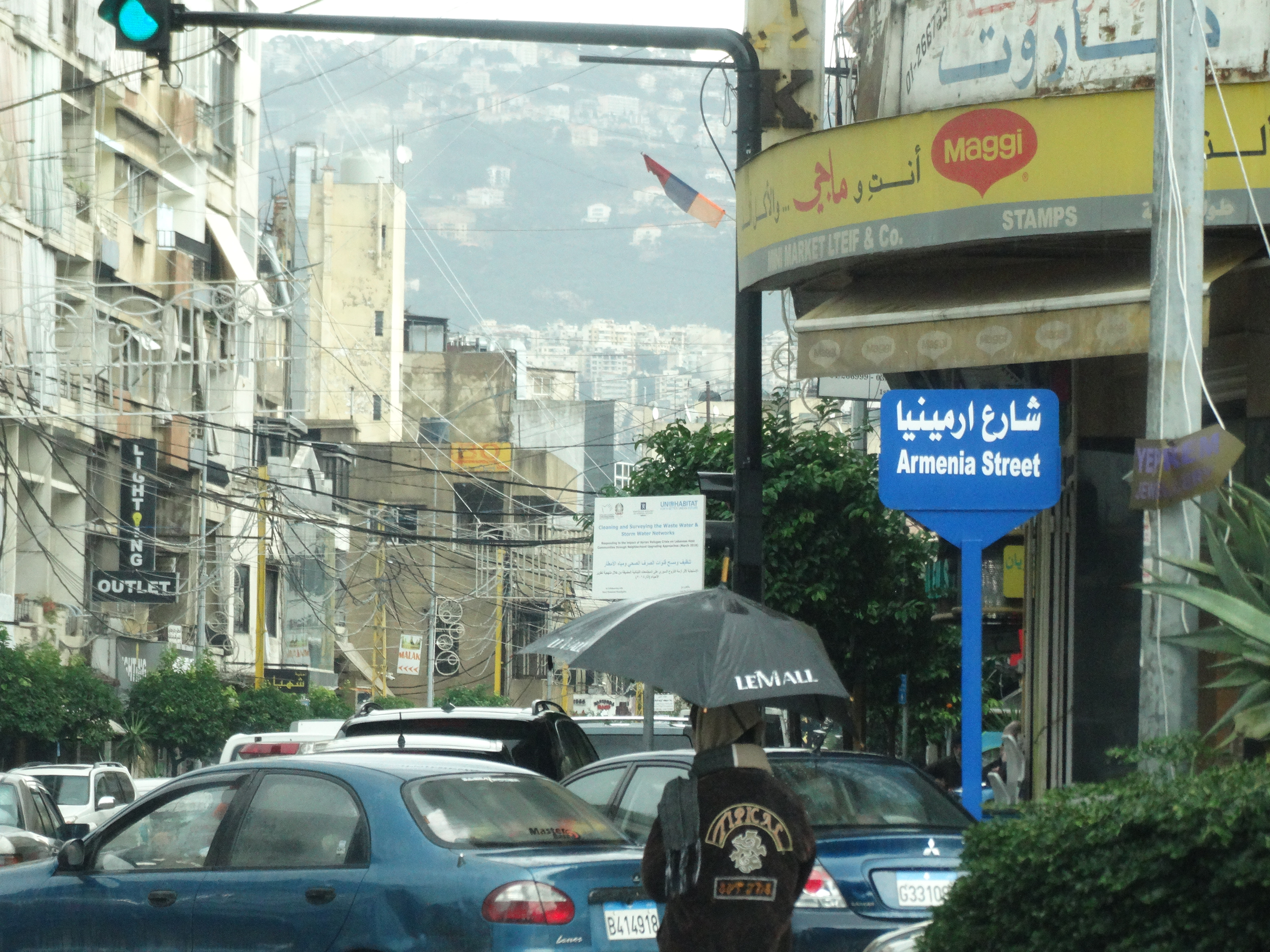
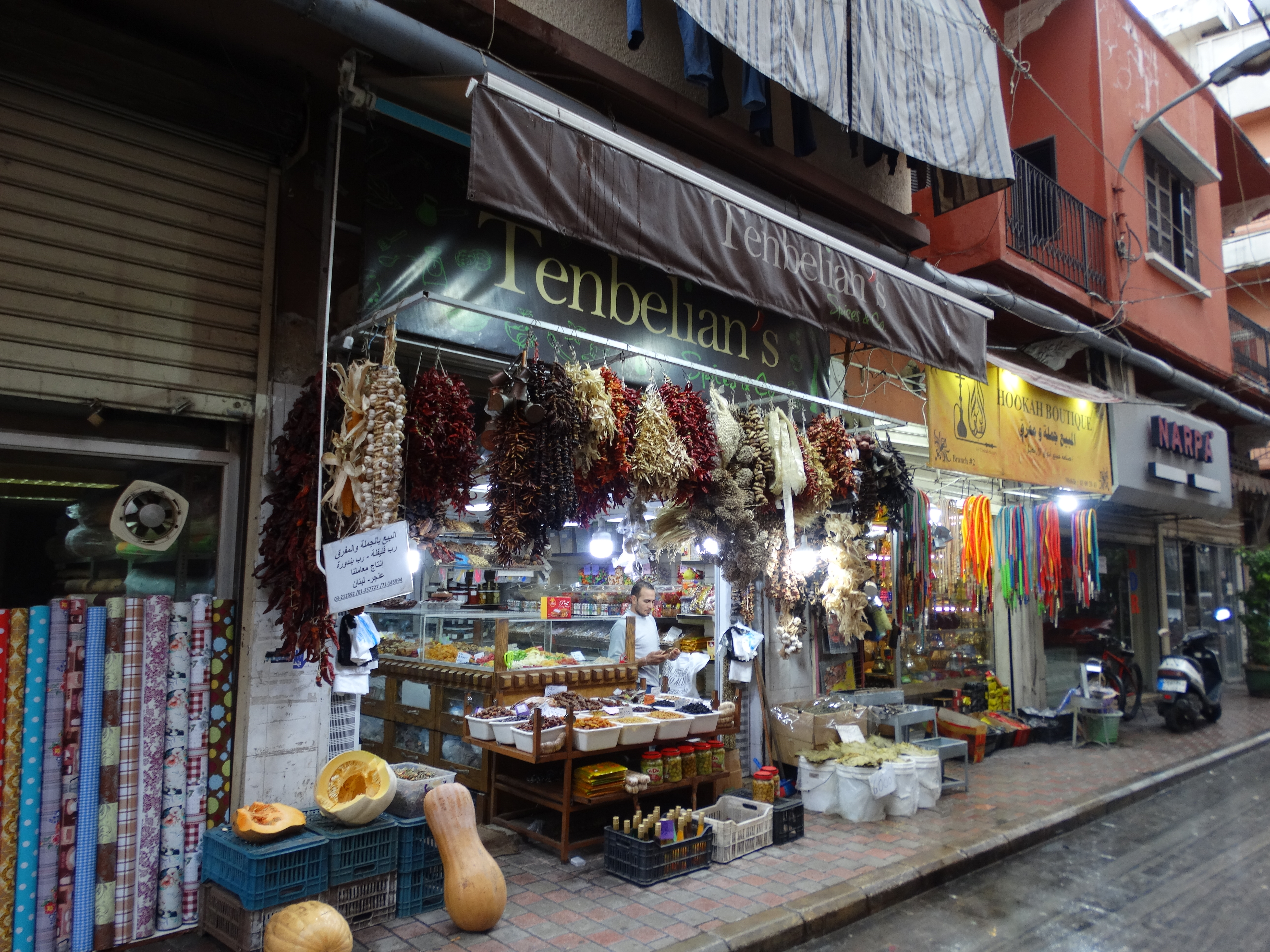
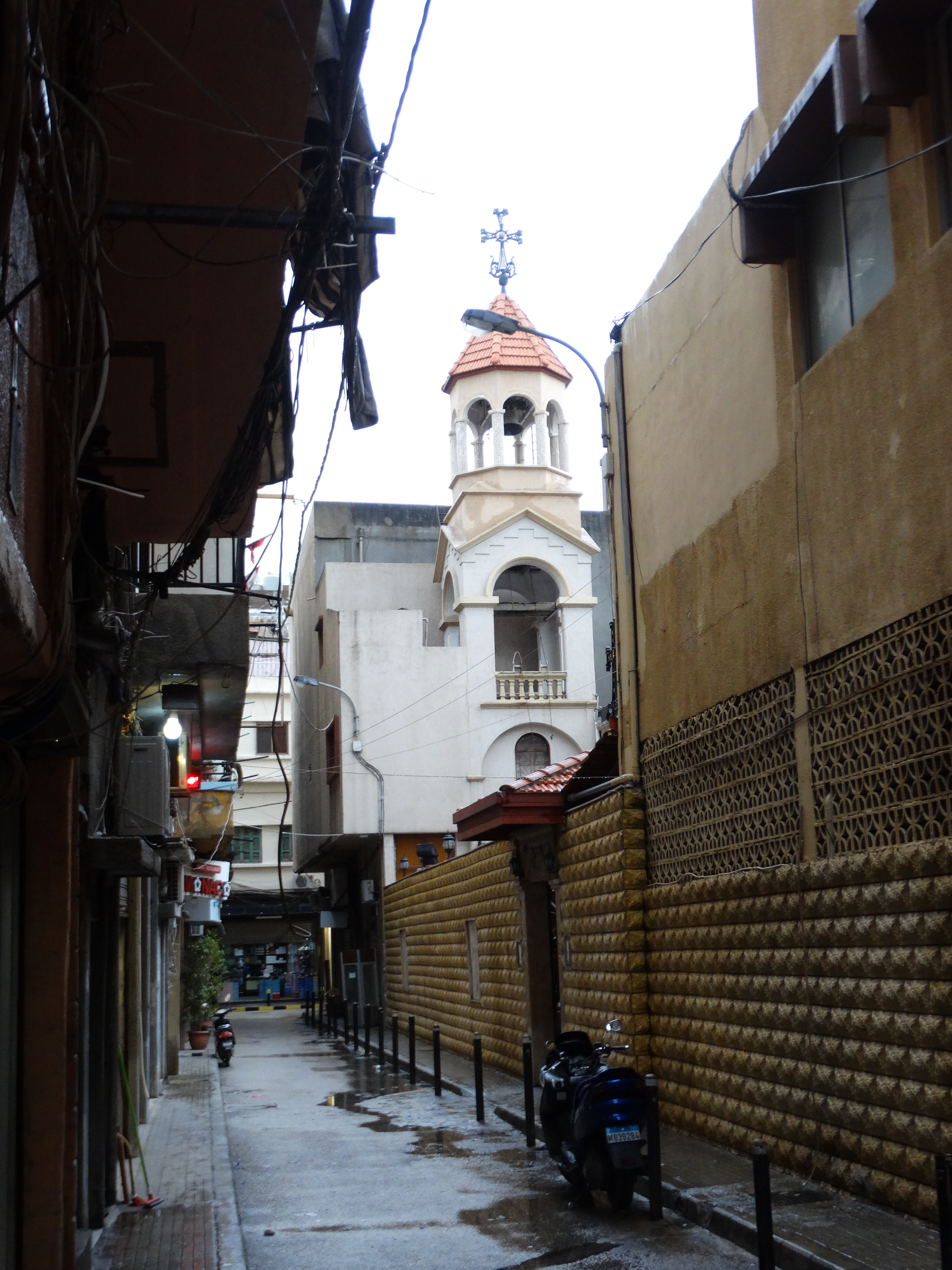
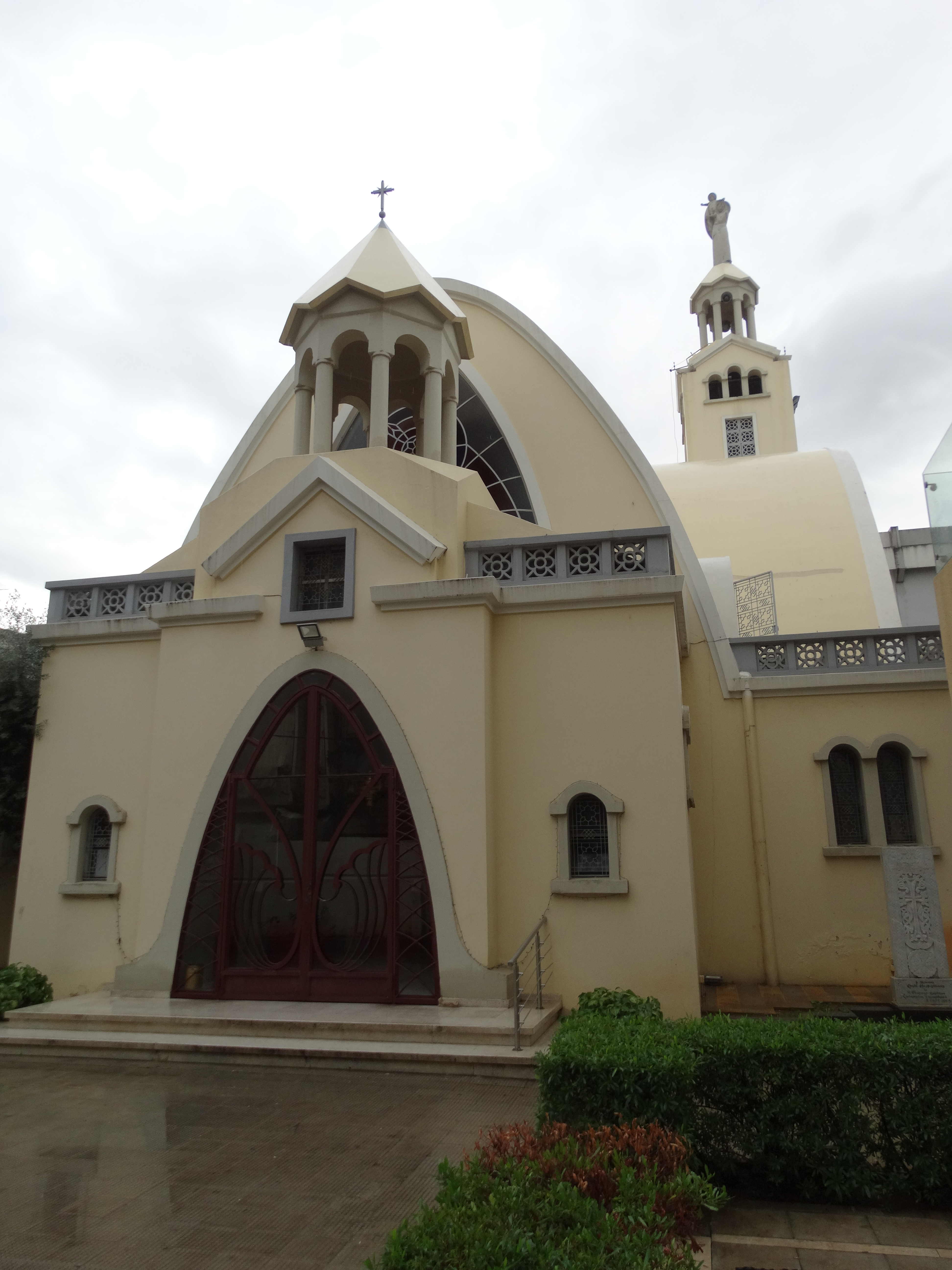
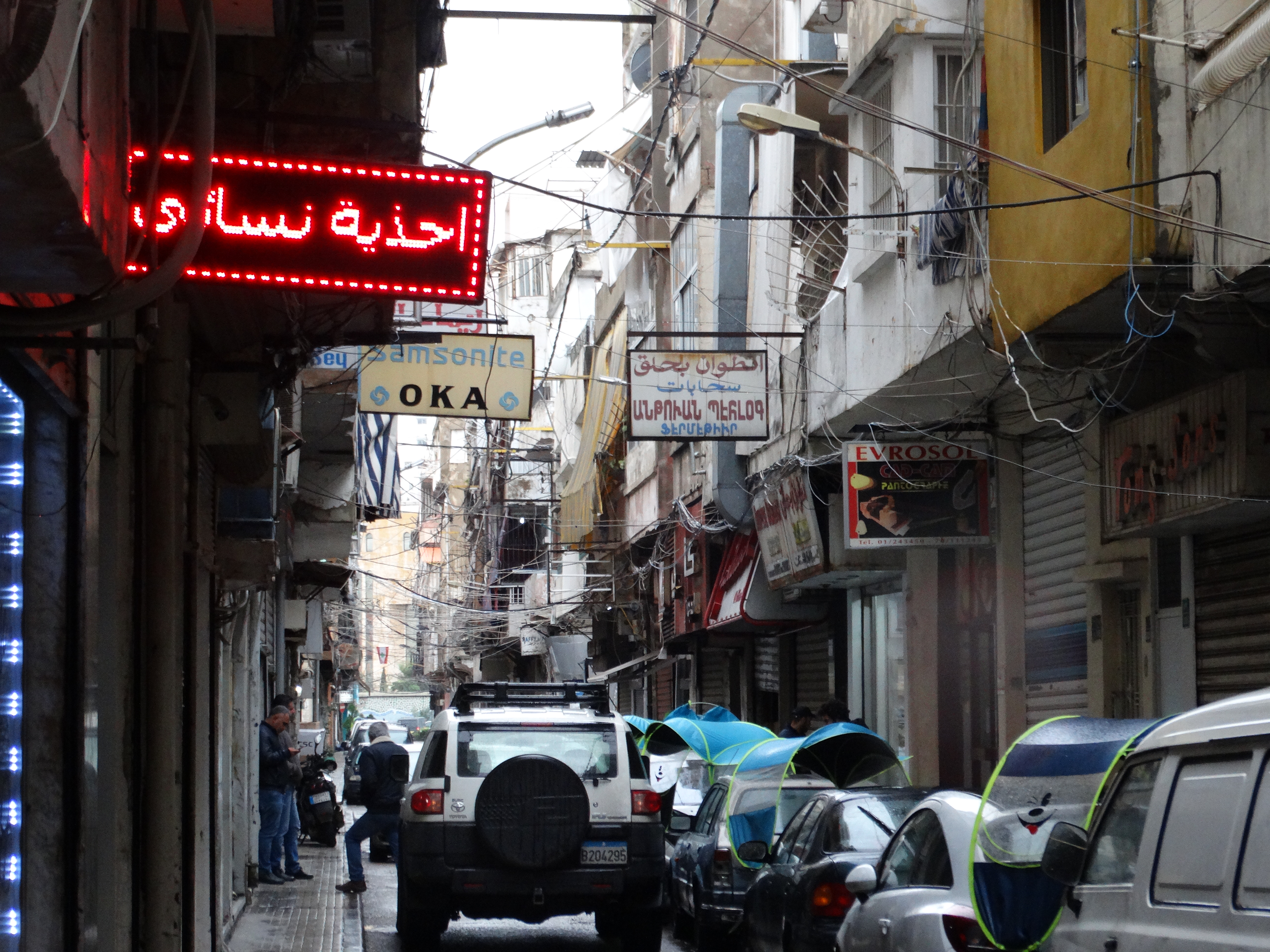

## Personnalités de Bourj Hammoud
- Hagop Kassarjian – Homme politique libanais.
- Aram Ier Keshishian – Primat du Catholicossat de la Grande Maison de Cilicie.
- Hassan Nasrallah – Leader du Hezbollah.
- Samir Nassar – Curé de la paroisse maronite St Joseph puis archevêque maronite de Damas.